# Oberbösa
Oberbösa es una comunidad situado en la parte central de Alemania, en el distrito de Kyffhäuser, en el norte del estado federado de Turingia (Alemania), a una altitud de 240 metros. Su población a finales de 2016 era de unos 350 habitantes y su densidad poblacional, 30 hab/km².
Se encuentra al norte de las llanuras del Thüringer Becken, en un altiplano de la ladera sur del sistema montañosa del Hainleite. Los poblados circundantes son: Al Norte el sistema montañosa del Hainleite, tras el cual están los poblados de Hachelbich (noroeste), Göllingen (norte), Seega (noreste). Al este se encuentra Günserode. Hacia el sur se extienden las llanuras del Thüringer Becken, donde se encuentran:  al sureste Bilzigsleben, Al sur Frömmstedt, al suroeste Niederbösa y al oeste Trebra.  